# Йованович, Стефан
Сте́фан Йова́нович (нем. Stephan von Jovanović; 5 января 1828, Госпич, — 8 декабря 1885, Зара) — австрийский фельдмаршал-лейтенант (1876), барон (с 1875 года).
В 1848-1849 гг. служил под началом Радецкого в Италии. В 1878 году на него была возложена оккупация Герцеговины; в несколько дней, почти без всяких потерь, он занял всю страну и остался в ней главнокомандующим. В 1879 году награждён орденом Марии-Терезии. В 1882 году Йованович подавил восстание в Кривошии и стал наместником в Далмации и командующим войсками в Заре.